# Into the Groove
"Into the Groove" je pjesma američke pjevačice Madonne iz filma Desperately Seeking Susan. Pjesma je kao singl izdana 23. srpnja 1985 pod Sire Recordsom. Iste godine se pjesma pojavila na re-izdanju albuma Like a Virgin. Pjesma se našla i Madonninom prvom remix albumi iz 1987. You Can Dance, kao i na kompilacijama najvećih hitova iz 1990. The Immaculate Collection i 2009. Celebration. U nekim državama, poput SAD-a i Australije pjesma se nalazila na B-strani singla "Angel".

## O pjesmi
Verzija pjesme koja se čula u filmu Desperately Seeking Susan je originalna demoverzija koja još nije objavljena. Nakon velikog uspjeha pjesme u Ujedinjenom Kraljevstvu, pjesma je iste godine stavljena na europsko re-izdanje albuma Like a Virgin. Pjesma je postala jedna od Madonninin najprepoznatljivijih. U Sjedinjenim Državama pjesma se nalazila na B-strani maxi singla "Angel", pa se često u prodavaonicama mogao naći obavjest da se tako može naći "Into the Groove". Kako je prije ovoga bilo problema oko izdavanja singlova "Crazy for You" i "Material Girl" u isto vrijeme, pa su se natjecali, sada je odlučeno da u SAD-u neće to napraviti sa singlovima "Angel" i "Into the Groove". Ovako je pjesma "Into the Groove" pomagala prodaju singla "Angel".
Pjesmu je 1987. obradio Shep Pettibone za remix kompilaciju You Can Dance. Ponovno ju je obradio 1990. za kompilaciju najvećih hitova The Immaculate Collection. Pjesma je ponovno našla svoje mjesto na drugom remix albumu iz 2003. Remixed & Revisited gdje se našla u obradi s pjesmom "Hollywood" i tako je nastao "Into the Hollywood Groove".
Madonnini fanovi koji su 2003. prema časopisu Q birali najdraže Madonnine singlove, smjestili su pjesmu na 3. mjesto. Blender Magazine je pjesmu smjestio na 90. mjesto najboljih pjesama od rođenja.

## Uspjeh pjesme
Do danas je ovo Madonnin najprodavaniji singl u Ujedinjenom Kraljevstvu s prodanih 987.762 primjeraka. Na 1. mjestu ljestvice je proveo 4 tjedna. Pjesma je bila treći najprodavaniji singl u UK 1985. godine.
U Sjedinjenim Državama singl iako jako popularan po dance klubovima, nije izdan kao 7" singl i nije mogao ući na Billboard Hot 100 ljestvicu. To je napravljeno iz razloga da se pjesma ne bi borila sa singlom "Angel" s aktualnog albuma. Bez obzira na to, pjesma je provela 6 tjedana na vrhu Variety Singles Sales zahvaljujući prodaji 600.000 kopija 12" izdanja (koji je bio odvojen od pjesme "Angel") i stjekla je zlatni status.

## Glazbeni video
Glazbeni video je napravljen od scena iz filma Desperately Seeking Susan, najčešće da tekst prati scene iz filma.

## Live izvedbe
Madonna je izvela ovu pjesmu 1985. na The Virgin Tour, 1987. na Who's That Girl Tour, 1990. na Blond Ambition Tour. 2004. je pjesma bila uvod u zadnji segment koncerta na Re-Invention Tour, dok se 2008./2009. na Sticky & Sweet Tour našla u old school segmentu s Madonninom pjesmom "Jump". Pjesmu je i 1985. izvela na Live Aidu.

## Popis formata i pjesama
7" Singl
1. "Into the Groove" - 4:43
2. "Shoo-Bee-Doo" - 5:16

12" Singl / CD Singl
1. "Into the Groove" - 4:43
2. "Everybody" - 4:52
3. "Shoo-Bee-Doo" - 5:16

Njemački 5" CD Singl (1990)
1. "Into the Groove" - 4:43
2. "Who's that Girl" (Extended Version) - 6:29
3. "Causing a Commotion" (Silver Screen Mix) - 6:39

## Službene verzije
1. Original Version 4:44
2. Video Version 4:02
3. The Immaculate Collection/QSound Mix 4:10
4. You Can Dance Version 8:26
5. You Can Dance Unmixed Version 8:38
6. You Can Dance Single Edit 4:48
7. You Can Dance Dub Version 6:22
8. Susan Macleod Live Version on I'm Going to Tell You a Secret 7:19
9. RIT Rehearsal 7:28
10. Sticky & Sweet Rehearsal 5:46
11. Live in Buenos Aires 5:51

Promotivna izdanja:
1. Love to Infinity's Special Edition Mix #1 10:13
2. Love to Infinity's Special Edition Mix #2 9:22
3. Love to Infinity's Special Edition Edit 4:07
4. Love to Infinity's Funktastic Mix 6:36
5. Love to Infinity's Funktastic Edit 4:45
6. Love to Infinity's Burning Club Mix 5:03
7. Love to Infinity's Gyrator Mix 5:26
8. Acapella 4:41

Into the Hollywood Groove
1. Gap Edit 1:08
2. The Passengerz Mix 3:45
3. Peter Rauhofer Mix 7:23
4. Acapella Transfer 3:45

## Na ljestvicama
| Ljestvica(1985)                     | Pozicija |
| ----------------------------------- | -------- |
| Australija                          | 1        |
| Austrija                            | 6        |
| Belgija                             | 1        |
| Nizozemska                          | 1        |
| Europa                              | 2        |
| Francuska                           | 2        |
| Njemačka                            | 3        |
| Irska                               | 1        |
| Italija                             | 1        |
| Novi Zeland                         | 1        |
| Norveška                            | 3        |
| Južnoafrička Republika              | 4        |
| Švedska                             | 3        |
| Švicarska                           | 2        |
| Ujedinjeno Kraljevstvo              | 1        |
| SAD Billboard Hot Dance Club Play   | 1        |
| SAD Billboard Hot R&B/Hip-Hop Songs | 19       |
| SAD ARC Weekly Top 40               | 3        |
| SAD Radio & Records CHR/Pop Airplay | 6        |
| SAD Variety Singles Sales           | 1        |